# Battlefield: Bad Company 2
Battlefield: Bad Company 2 er det 8. spil i serien Battlefield. Spillet er udviklet af det svenske firma EA Digital Illusions CE ("DICE") og udgivet af Electronic Arts for Microsoft Windows, PlayStation 3, Xbox 360 og iOS-systemerne. Spillet blev udgivet i marts 2010.